# God Squad / Anti-Flag
 (avril 2024).
Si vous disposez d'ouvrages ou d'articles de référence ou si vous connaissez des sites web de qualité traitant du thème abordé ici, merci de compléter l'article en donnant les références utiles à sa vérifiabilité et en les liant à la section « Notes et références ».
Albums par Anti-Flag
Reject
(1996) North America Sucks!!
(1996)
God Squad / Anti-Flag est un EP du groupe punk rock Anti-Flag, split avec le groupe God Squad, sorti en 1996.

## Liste des pistes
| 1. | Want An Anarchy?       | Anti-Flag | 2:31 |
| 2. | They Don’t Protect You | Anti-Flag | 2:18 |
| 3. | Tomorrow Today         | God Squad | 2:38 |
| 4. | Nacho Ho               | God Squad | 1:32 |

## Membres du groupe
- Justin Sane – Guitare, chant
- Andy Flag – Guitare basse, chant
- Pat Thetic – Batterie